# Astarte castanea
Astarte castanea är en musselart som först beskrevs av Thomas Say 1822.  Astarte castanea ingår i släktet Astarte och familjen Astartidae. Inga underarter finns listade i Catalogue of Life.